# Audrey Richards
Pour les articles homonymes, voir Richards.
Audrey Isabel Richards, née le 8 juillet 1899, à Londres, morte le 29 juin 1984, est une anthropologue britannique.
Ses recherches ont porté notamment sur l’alimentation et ses rituels, en  l'Afrique subsaharienne mais aussi en Angleterre, dans l’Essex.

## Biographie
Elle est née en 1899 à Londres dans une famille aisée,. Son père, Sir Henry Erle Richards, est alors en poste à Calcutta, en Inde, où elle passe sa petite enfance. Elle étudie les sciences naturelles. Elle fréquente la London School of Economics, où elle suit en particulier les cours de Bronisław Malinowski et découvre avec celui-ci le fonctionnalisme. Elle obtient son doctorat en 1931 pour sa thèse s’appuyant sur son premier travail de terrain, une thèse publiée ensuite sous une forme révisée sous le titre Hunger and work in a savage tribe : a functional study of nutrition among the Southern Bantu.
Elle est chargée de cours à la London School of Economics de 1931 à 1933) et de 1935 à 1937. En 1938, elle devient maître de conférences en anthropologie sociale à l'université de Witwatersrand en Afrique du Sud. Elle retourne en Grande-Bretagne en 1940 pour participer à l'effort de guerre et occupe divers postes au bureau des Colonies, participant à la formation du Colonial Social Science Research Council en 1944. Après la guerre, elle occupe le poste de lectrice en anthropologie à l'université de Londres de 1946 à 1950. En 1950, elle devient la première directrice de l'East African Institute of Social Research au Makerere College, à Kampala, en Ouganda. Elle prend sa retraite en 1956. En 1956, elle retourne au  Newnham College de Cambridge. De 1956 à 1967, elle est également directrice du Centre d'études africaines de l'université de Cambridge. Durant cette période, elle réalise une étude ethnographique du village d'Elmdon, dans l'Essex, en Angleterre, où elle est installée pendant de nombreuses années.
Elle meurt en 1984, à 84 ans, à proximité de Midhurst, dans le West Sussex, en Angleterre.
Pour certains auteurs, elle est restée très imprégnée par l’approche fonctionnaliste tout en étant une auteure de référence dans le domaine culinaire. Pour d’autres, elle s’est démarquée du fonctionnalisme pour apporter une vision plus structuraliste.

## Quelques publications
- 1932 : Hunger and work in a savage tribe: a functional study of nutrition among the Southern Bantu
- 1939 : Land, Labour, and Diet in Northern Rhodesia: and economic study of the Bemba tribe
- 1956 : Chisungu: a girl's initiation ceremony among the Bemba of Northern Rhodesia